# امتحان الترخيص الطبي الأمريكي

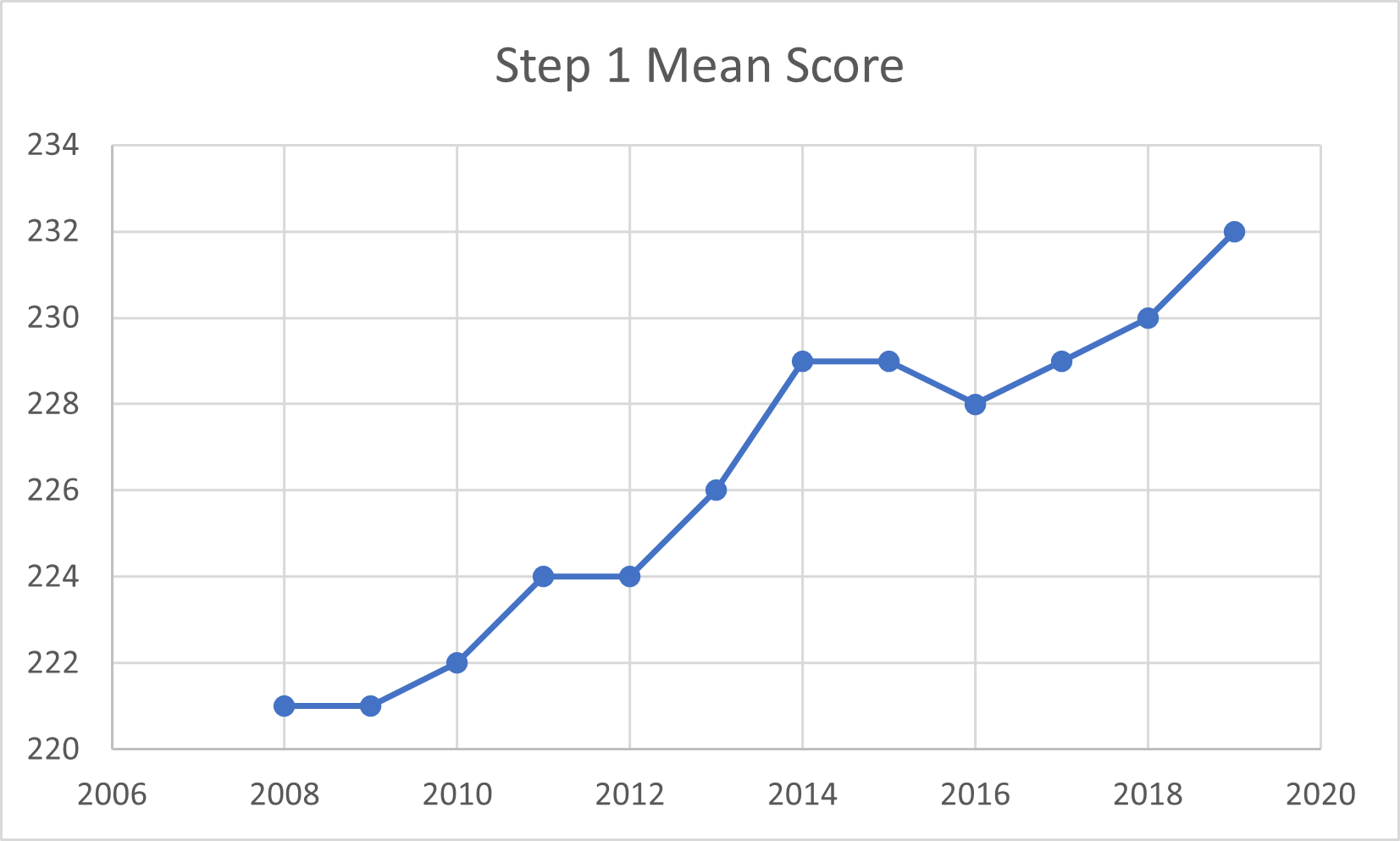
النتائج التاريخية للخطوة الأولى من اختبار رخصة مزاولة مهنة الطب للولايات المتحدة

امتحان الترخيص الطبي الأمريكي (بالإنجليزية:United States Medical Licensing Examination؛ اختصارا: USMLE) أو اختبار رخصة مزاولة مهنة الطب للولايات المتحدة (USMLE) هو امتحان من ثلاث خطوات للترخيص الطبي في الولايات المتحدة ويرعاه اتحاد المجالس الطبية الحكومية اختصاراً (FSMB). والمجلس الوطني للفاحصين الطبيين (NBME). يُطلب من الأطباء الحاصلين على درجة (MD) اجتياز هذا الاختبار قبل السماح لهم بممارسة الطب في الولايات المتحدة. (ومع ذلك، ليس هذا هو المتطلب الوحيد، والذي يختلف من دولة إلى أخرى).
في الولايات المتحدة، تصدر سلطات التراخيص الطبية الفردية «المجالس الطبية للولايات» ترخيص لممارسة الطب. كل تخصص أو فئة طبية لها مجموعة من القواعد والأنظمة الخاصة بها ويتطلب إصدار الترخيص دراسة مؤهلات المتقدم لمنح الترخيص. نتائج الاختبار تستخدم من قبل السلطات لاستخدامها في التقييم الأولي لمنح ترخيص ممارسة الطب. الاختبار يوفر لهذه السلطات نظام تقييم مشترك لمقدمي الطلبات لمنح التراخيص الطبية الأولية.
الاختبار يدار من قبل اتحاد المجالس الطبية من الولايات المتحدة اختصاراً (fsmb)، والمجلس الوطني للممتحنين الطبيين اختصاراً (nbme).
وفي هذا الاختبار تقيم قدرة الطبيب على تطبيق المعرفة والمفاهيم والمبادئ، والمهارات الأساسية التي تعتبر هامة في المجال الصحي والأمراض والتي تشكل أساسا للممارسة الآمنة والفعالة لرعاية المرضى.
ويشمل على ثلاث خطوات:
- اختبار الرخصة الطبية الأمريكي الخطوة 1
- اختبار الرخصة الطبية الأمريكية الخطوة 2 (المعرفة السريرية)
- اختبار الرخصة الطبية الأمريكية الخطوة 2 (المهارات السريرية)
- اختبار الرخصة الطبية الأمريكي الخطوة 3

## خطوات الامتحان

### الخطوة الأولى (Usmle step 1)
يَقيّم ما إذا كان الطبيب يمكنه احتواء وتطبيق مفاهيم هامة من العلوم الأساسية لمزاوله مهنة الطب، مع التركيز بصفة خاصة على مبادئ وآليات الصحة، والمرض، وطرق العلاج.
يتألف الامتحان من اسئله متعددة الخيارات اعدتها لجان أكاديمية تتكون من أعضاء هيئة التدريس، والمدرسين، والمحققين، والاطباء المعترف بها مع أهمية كل في مجال اختصاصه. ويتم اختيار أعضاء اللجنة لتوفير طائفة واسعة من القطاعات الاكاديميه، والممارسة العملية، والتراخيص والمجتمعات المحلية في جميع أنحاء الولايات المتحدة وكندا. وهو اختبار مصمم لقياس المعارف والعلوم الأساسية. بعض الاسئله تكون عن المعلومات في حد ذاتها، إلا أن غالبية الاسئله تحتاج إلى تفسير رسوم بيانيه وجداول، وصور وإلى حل المشكلات عن طريق تطبيق المبادئ الأساسية للعلوم.
تم بنائها من مضمون مخطط متكامل ينظم محتوى العلوم الأساسية وفقا للمبادئ العامة والفردية بحسب نظم أجهزة الجسم.
العلوم التي يركز عليها هذا الاختبار هي المحتويات المتصله تقليدياً بتخصصات محددة مثل التشريح، وعلوم السلوك الإنساني، والكيمياء الحيوية، وعلم الاحياء المجهريه، علم الامراض، علم الأدوية، والفيزيولوجيا، وكذلك إلى مناطق أخرى بما فيها التخصصات الوراثه، والشيخوخة، علم المناعة، والتغذية، والاحياء الجزيئيه والخلويه. وهذا يشمل العمليات الطبيعية وغير الطبيعية، ومبادئ العلاج، والارتباطات الاجتماعية والثقافيه، والاعتبارات البيئيه. وتتفاوت نماذج الاختبارات من طالب إلى اخر ولكنها في المجمل تدور في افق هذه المواضيع.

### الخطوة الثانية:(Usmle step 2 ck)
المعرفة السريرية ويتألف من أسئلة متعددة الخيارات دراسة أعدتها لجان مكونة من أعضاء هيئة التدريس، والمدرسين، والمتخصصين والأطباء ومكانة معترف بها في مجال اختصاصه. ويتم اختيار أعضاء اللجنة على توفير تمثيل واسع النطاق من المؤسسات الأكاديمية والممارسة، والترخيص في أنحاء الولايات المتحدة وكندا. أسئلة اختبار التركيز على مبادئ العلوم السريرية التي تعتبر مهمة لممارسة الطب تحت إشراف وتدريب طلاب الدراسات العليا. الامتحان يتكون من مخطط متكامل لمحتوى العلوم السريرية التي تنظم المواد ضمن بعدين.
الأوضاع الطبيعية وفئات الأمراض (البعد 1) تشكل المحور الرئيسي لتنظيم المخطط. القسم الأول يتناول العادية النمو والتنمية، والمفاهيم الأساسية، والمبادئ العامة. ما تبقى من أبواب التعامل مع الاضطرابات.
أقسام تركز على الفرد الاضطرابات تقسيمها وفقا للمهام الطبيب (البعد 2). المجموعة الأولى من مهام الطبيب، تعزيز الطب الوقائي والصحة والصيانة، ويشمل تقييم لعوامل الخطر، وتقدير وبائية البيانات، وتطبيق التعليم الابتدائي والثانوي التدابير الوقائية.
المجموعة الثانية من المهام، وفهم آليات الأمراض، ويشمل علم أسباب الأمراض،(بالإنجليزية:pathophysiology)، وطرائق العلاج من آثار في أوسع معانيها.
المجموعة الثالثة من المهام، ووضع التشخيص، ويتعلق في تفسير التاريخ والنتائج المادية، ونتائج المختبر، والتصوير، وغيرها من الدراسات لتحديد التشخيص أو على الأرجح الأكثر ملاءمة الخطوة التالية في التشخيص.
المجموعة الرابعة من المهام، وتطبيق مبادئ الإدارة، ويتعلق نهج رعاية المرضى الذين يعانون من أمراض مزمنة وحادة والمستشفيات المتنقلة في البيئات. الأسئلة في هذه الفئة تركز على نفس المواضيع التي جرى التطرق إليها في تشخيص الأبواب.
«المعرفة السريرية»
هو اختبار مكون من اسئلة متعددة الخيارات وهو عبارة عن الجزء التحريري من الجزء الثاني من اختبار الرخصة الأمريكية.
ويقيم هذا الاختبار المعرفة السريرية وتطبيق المعارف الطبية.

## طريقة الامتحان
الامتحان هو تسع ساعات في يوم واحد قائم على الحاسوب الامتحان يتألف من ثماني مجموعات (46 مسألة لكل مجموعة) (368 أسئلة متعددة الخيارات في المجموع). كل مجموعة يسمح لها بساعة واحدة.طيلة فترة الامتحان يسمح يأخذ 45 دقيقة، في مجموع اليوم الكامل، وذلك لغرض الراحة التي لا يمكن أن تتخذ إلا بين المجموعات. إضافة إلى 15 دقيقة في البداية لشرح طريقة الامتحان. يعقدالامتحان في مراكز برومترك في مختلف أنحاء العالم.. يطلب من الطالب الحصول على 75% أو 185 لاجتياز الامتحان.

## مواضيع الامتحان
- الأمراض المعدية والطفيلية
- الأورام
- الاضطرابات المناعية
- أمراض الدم
- الاضطرابات النفسية
- أمراض الجهاز العصبي والحواس الخاصة
- اضطرابات القلب والأوعية الدموية
- أمراض الجهاز التنفسي
- التغذية واضطرابات الجهاز الهضمي
- اضطرابات في الجهاز التناسلي للنساء
- الكلى والجهاز البولي والجهاز التناسلي للذكور
- اضطرابات الحمل والولادة والنفاس
- اضطرابات الجلد والأنسجة
- أمراض الجهاز العضلي الهيكلي والنسيج الضام
- اضطرابات الغدد الصماء والأيض
- امراض الأطفال
- التشوهات الخلقية
- الظروف الناشئة في فترة ما حول الولادة
- الإصابات
- التسمم